# Гасанов, Магомед Алескер оглы
Магомед Алескер оглы Гасанов (азерб. Məhəmməd Ələsgər oğlu Həsənov; 9 августа 1959 — 18 ноября 2020) — полковник, военнослужащий Вооружённых сил Республики Азербайджан, Национальный Герой Азербайджана (1992).

## Биография
Родился Магомед Гасанов 9 августа 1959 года в селе Карасулейманлы, Геранбойского района, Азербайджанской ССР. В 1976 году завершил обучение в средней школе №3.  В 1977 году был призван на срочную военную службу в ряды Советской армии. Служил в Мурманске. После окончания службы, в 1980 году поступил в Киевский радиотехнический техникум. В 1984 году в Киеве поступил на работу на завод «Коммунист». В 1987 году возвратился в Азербайджан и стал работать военруком в своей родной школе.
С началом армяно-азербайджанского конфликта, Магомед был назначен командиром отряда добровольцев. Чуть позже становится командиром 1-го батальона территориальной самообороны. Его боевой путь прошёл через населенные пункты Менесли, Эркедж, Гарачинар, Талыш. В 1992 году, после ликвидации добровольческих подразделений, Гасанов продолжил службу в одной из воинских частей.
В 1993 году Магомед завершил обучение в Бакинской высшей школе командиров. Дослужился до звания подполковника Вооружённых сил Азербайджанской Республики. С 2002 года Магомед Гасанов работал директором средней школы в селе Велисли Геранбойского района. В последние гожы жизни работал директором средней школы № 3, в которой учился  сам.
9 ноября 2020 года попал в автомобильную аварию, проходил лечение в больнице, был подключен к аппарату ИВЛ. Скончался в больнице в Гяндже 18 ноября 2020 года.
Был женат, воспитывал четверых детей - две дочери и два сына.

## Память
Указом Президента Азербайджанской Республики № 6 от 23 июня 1992 года Магомеду Алескер оглы Гасанову было присвоено звание Национального Героя Азербайджана.